# Осрблянка (притока Чєрного Грону)
Осрблянка (словац. Osrblianka) — річка в Словаччині; притока Чєрного Грону довжиною 15.8 км. Протікає в окрузі Брезно.
Витікає в масиві Поляна на висоті 975 метрів. Протікає територією сіл Осрбліє і Гронец.
Впадає у Чєрний Грон на висоті 491 метр.